# Bernhard Pfad
Bernhard Pfad (* 19. Februar 1885 in Heilbad Heiligenstadt; † 2. Mai 1966 in Hannover) war ein deutscher Jurist und Politiker (Zentrum, CDU).

## Leben
Nach dem Schulbesuch machte Pfad 1905 das Abitur und studierte anschließend an den Universitäten in München, Wien, Berlin und Halle Rechtswissenschaften. Vor dem Oberlandesgericht in Naumburg legte er die erste juristische Staatsprüfung ab. Nach einer Tätigkeit als Referendar legte er auch die Zweite Juristische Staatsprüfung ab, bevor er ab 1914 als Rechtsanwalt arbeitete. Er nahm am Ersten Weltkrieg teil, wo er das Eiserne Kreuz erster und zweiter Klasse verliehen bekam und arbeitete nach Ende des Krieges 1920 als Notar.
Während der Zeit der Weimarer Republik war Pfad Mitglied der Zentrumspartei und leitete die Partei in der Region Hannover. Zudem war er führendes Mitglied im Parteivorstand für die Provinz Hannover. Pfad vertrat von 1929 bis 1933 den Wahlbezirk Hannover-Stadt im hannoverschen Provinziallandtag.
Er gehörte 1946 dem Ernannten Hannoverschen Landtag an, wo er vom 23. August bis zum 25. November 1946 als Innenminister in der von Ministerpräsident Hinrich Wilhelm Kopf geführten Regierung des Landes Hannover amtierte. Anschließend wurde Pfad Mitglied im Ernannten Niedersächsischen Landtag, wo er Vizepräsident wurde. Im Jahr 1947 wurde Pfad in den Niedersächsischen Landtag gewählt, dem er bis 1951 angehörte. Dort war er stellvertretender Fraktionsvorsitzender der DP/CDU-Fraktion und außerdem Vizepräsident des Landtages. Außerdem war er Vorsitzender des Ausschusses für innere Verwaltung.
Er war seit seinem Studium Mitglied der katholischen Studentenverbindungen KStV Hansea Halle (später in Münster) und KStV Saxonia München im KV.
Nach seinem Tode wurde er auf dem Stadtfriedhof Engesohde in Hannover beerdigt.